# Walter Rauschenbusch

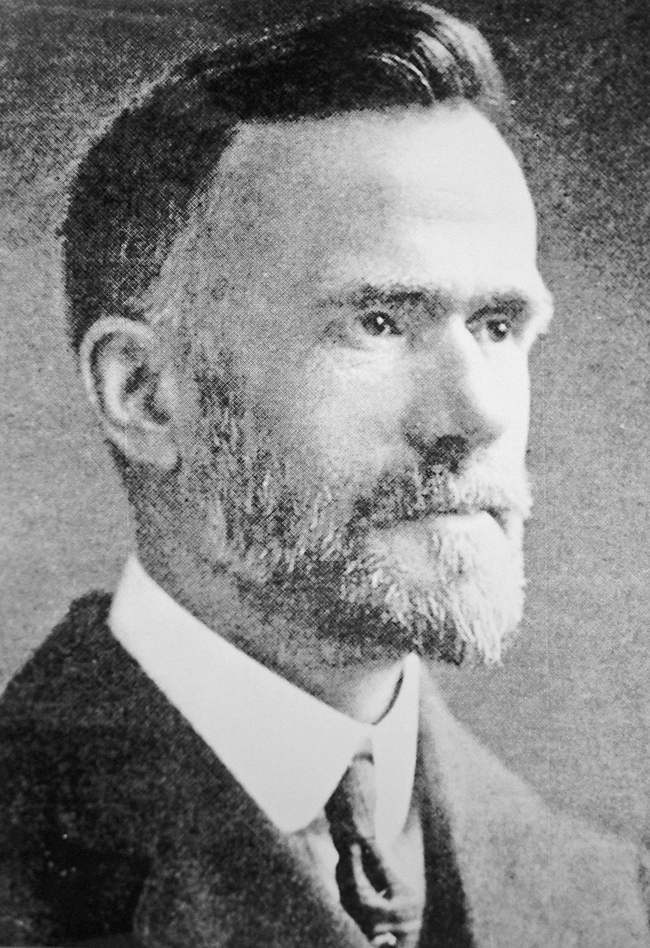
Walter Rauschenbusch

Walt(h)er Rauschenbusch (* 4. Oktober 1861 in Rochester, New York, USA; † 25. Juli 1918 ebenda) war ein US-amerikanischer baptistischer Theologe, Vordenker und Hauptvertreter des Social Gospel und Autor mehrerer Schriften, die viel Beachtung erhielten und eine große Wirkung entfalteten.

## Leben

Walter Rauschenbusch in jungen Jahren (mit seiner Schwester Emma)

Rauschenbusch war das jüngste von vier Kindern einer baptistischen Familie deutscher Herkunft. Sein Vater August Rauschenbusch war lutherischer Pfarrer in der siebten Generation, schloss sich aber gemeinsam mit seiner Ehefrau Caroline nach seiner Auswanderung in die USA den Baptisten an. Er kehrte später nach Deutschland zurück und übte durch seine schriftstellerische und theologische Lehrtätigkeit wesentlichen Einfluss auf die Entwicklung des damals noch jungen deutschen Baptistenbundes aus.
Ab 1879 besuchte er das Gymnasium in Deutschland, wo er 1883 das Abitur am Evangelisch Stiftischen Gymnasium in Gütersloh machte. Es folgte ein Grundstudium an der Universität von Rochester in Rochester. In der gleichen Stadt erhielt er seine theologische Ausbildung am baptistischen Theologischen Seminar, die er 1886 beendete.
Rauschenbusch wurde Baptistenprediger der Second German Baptist Church in Hell’s Kitchen, einer armen Gegend Manhattans. Hier beschäftigte ihn das Schicksal der vielen europäischen Einwanderer in die USA, die oft in städtischen Slums von New York City und anderen Großstädten landeten und verelendeten. Sie arbeiteten und lebten häufig unter menschenunwürdigen Bedingungen und litten an Überarbeitung, Mangelernährung, Krankheiten, Gewalt, Alkoholismus, Kriminalität, Korruption und starben eines zu frühen Todes. Er schloss sich einer Gruppe von Gleichgesinnten an, aus der heraus das Konzept des Social Gospel entwickelt wurde, um etwas von der Gerechtigkeit des Reiches Gottes bereits in dieser Welt sichtbar werden zu lassen. 1891 während eines Sabbaticals in England und Deutschland arbeitete er diese neue Sichtweise weiter aus.
1897 erhielt Rauschenbusch einen Ruf als Professor an das Baptistische Theologische Seminar in Rochester. In mehreren Schriften, vor allem in Christianity and the Social Crisis (1907) und in A Theology of the Social Gospel (1917), schuf er die theologische Grundlage einer sozialen Dimension des Evangeliums und einer daraus resultierenden Verantwortung der Christen für gesellschaftliche Reformen als Schritte auf das Reich Gottes hin.

## Bedeutung
Rauschenbusch verband in besonderer Weise evangelikalen Pietismus mit kapitalismuskritischer und sozialreformerischer Leidenschaft, damit sich etwas vom Reich Gottes in dieser Welt manifestieren würde. Insofern brach er aber auch mit dem Konservativismus und der Selbstgefälligkeit des amerikanischen Protestantismus des ausgehenden 19. Jahrhunderts. Seine Ansichten wirkten vor allem in den USA nach bis in die Bürgerrechtsbewegung der 1960er Jahre, in Deutschland wurde er trotz deutschen Wurzeln kaum beachtet und rezipiert.
Walter Rauschenbusch gab auch gemeinsam mit Ira David Sankey ein Gesangbuch heraus und betätigte sich nebenbei als Kirchenliederdichter und -übersetzer in die deutsche Sprache. Im freikirchlichen Gesangbuch Feiern und Loben findet sich unter der Nummer 248 noch eine Liedstrophe von ihm: Schau ich zu deinem Kreuze hin.

## Schriften
- Evangeliums-Sänger. Autorisierte Ausgabe der Gospel Hymns (Gesangbuch; herausgegeben gemeinsam mit Ira David Sankey). Verlag von J. G. Oncken Nachf. (Philipp Bickel) Hamburg 1890.
- Christianity and the Social Crisis. 1907 – Neuauflage mit einem Vorwort von Douglas F. Ottati: Louisville 1991, ISBN 0-664-25321-0.
- The Freedom of Spiritual Religion. Philadelphia 1910.
- Christianizing the Social Order. 1912.
- A Theology for the Social Gospel. MacMillan, New York 1917 und Martino Fine 2010 und 2017
- Die religiösen Grundlagen der sozialen Botschaft, aus dem Englischen übersetzt von Clara Ragaz, mit einer Einleitung von Leonhard Ragaz, Erlenbach/Zürich 1922.